# Хусанов, Нозим Бахтиёрович
Нозим Бахтиёрович Хусанов (узб. Nozim Bahtiyorovich Husanov; род. в 1976 году, Ташкентский район, Ташкентская область, Узбекская ССР, СССР) — узбекский финансист и государственный деятель, с 12 сентября 2019 года министр занятости и трудовых отношений Узбекистана.

## Биография
В 1997 году Нозим Хусанов окончил Ташкентский автомобильно-дорожный институт, а в 2002 году — Ташкентский финансовый институт. В 2007 году он окончил Академию государственного и социального строительства при Президенте Узбекистана.
Трудовую деятельность начал в 1997 году бухгалтером, а затем главным бухгалтером предприятия «Саъдилла». С 1998 по 1999 год работал в Ташкентском областном управлении АКБ «Тадбиркорбанк». В 1999 году стал главным специалистом, а затем заместителем управляющего Келесским отделением АКБ «Тадбиркорбанк». В 2002 году назначен начальником операционного управления АКБ «Тадбиркорбанк». С 2004 по 2005 год занимал должность начальника управления эмиссионно-кассовых операций Главного управления ЦБ города Ташкента, первый заместитель начальника Главного управления ЦБ города Ташкента. С 2005 по 2010 год работал заместителем директора Департамента эмиссионно-кассовых операций Центрального банка Узбекистана.
С 2010 по 2011 год занимал пост начальника главного управления Ташкентской области Центрального банка Узбекистана. В 2011—2013 годах работал заместителем председателя Центрального банка Узбекистана. А с 2013 по 2014 год был первым заместителем председателя правления Национального Банка ВЭД Узбекистана. С 2014 по 2016 год занимал должность председателя правления ОАО «Микрокредитбанк».
В 2016 году назначен заместителем хокима Ташкента по вопросам экономического и социального развития, сферы услуг и предпринимательства, а с 2017 года первый заместитель хокима Ташкента по вопросам экономики и предпринимательства. В 2018 году назначен хокимом Сергелийского района Ташкента.
12 сентября 2019 года назначен на пост министра занятости и трудовых отношений Республики Узбекистан. В апреле 2023 года освобожден от должности первого заместителя министра занятости и сокращения бедности Узбекистана.
В 2019 году указом президента Республики Узбекистан Шавката Мирзиёева награждён медалью «Содик хизматлар учун» («За верную службу»).

## Награды
- Медаль «Содик хизматлар учун» («За верную службу»)
- «Мустакиллик 30 йиллиги» Кукрак нишони
- «Мустакиллик 25 йиллиги» Кукрак нишони